# Неймохов, Егор Петрович
Егор Петрович Неймохов (30 марта 1950, село Мегино-Алдан, Томпонский район, Якутская АССР — 25 июня 2011, Якутск) — якутский российский писатель, народный писатель Якутии.

## Биография
Родился 30 марта 1950 года в селе Мегино-Алдан (якут. Мэҥэ Алдан) Томпонского района Якутской АССР. Окончил Крест-Хальджайскую среднюю школу. В 1973 году окончил историко-филологический факультет Якутского государственного университета.
Трудовую деятельность начал в 1973 г. Работал редактором в Управлении по охране гостайн в печати при Совете министров Якутской АССР, лаборантом лаборатории социологии Института языка, литературы и истории Якутского филиала Сибирского отделения Академии наук СССР, корреспондентом газеты «Эдэр коммунист».
- 1978—1985 гг. — заведующий отделом, затем заместитель главного редактора литературно-художественного журнала «Хотугу сулус».
- 1985—1989 гг. — инструктор Якутского обкома КПСС.
- 1989—1991 гг. — главный редактор журналов издательства Якутского обкома КПСС «Аргыс» и «Айсберг».
- 1993 г. — доцент кафедры якутской литературы Якутского государственного университета.
- 1993—1996 гг. — ответственный секретарь Комиссии по государственным наградам при Президенте Республики Саха (Якутия).
- 1996—1999 гг. — советник Постоянного представителя Республики Саха (Якутия) в городе Санкт-Петербурге.
- 1999—2001 гг. — заведующий отделом писем газеты «Саха Сирэ».
- 2001—2008 гг. — главный специалист Дирекции по строительству автодорог РС(Я).
- С 2006 г. — председатель правления Союза писателей Республики Саха (Якутия).

Умер 25 июня 2011 года после тяжёлой болезни.

## Творческая деятельность
Литературный дебют состоялся в 1975 году рассказом «Сэргэлээххэ сааскы күн» (Весенний день в Сергеляхе), опубликованным в газете «Эдэр коммунист». Работал в жанрах прозы и кинодраматургии. Основные произведения: «Хапсыһыы» (Схватка), «Көтүү» (Взлёт), «Сайсары күөлгэ түбэлтэ» (Случай на озере Сайсары), «Хаһыы» (Крик). По ним были осуществлены постановки Саха академического театра, народных театров.
Среди других произведений: повести «Таптал түөрт кэмэ» (Четыре времени любви, 2000), «Хара мааска» (Чёрная маска, 2002), «Ильмень үрдүнэн туруйалар» (Журавли над Ильменем, 2004), «Великий снайпер России» (2009), романы «Быһах биитинэн» (По лезвию ножа, 2005), «Алампа» (2006, 2009 гг., в двух книгах), «Эр киһи уонна дьахтар» (Мужчина и женщина, 2010).
Егор Неймохов внёс значительный вклад в становление жанра художественного кино в Якутии. Фильм «Чёрная маска», снятый по сценарию Неймохова, вошёл в шестёрку в номинации «Лучшее игровое кино» на Международном кинофестивале детективных фильмов в Москве в октябре 2003 г. По его произведению «Журавли над Ильменем» снят одноимённый художественный фильм.
Принимал активное участие в разработке положений, эскизов и законодательного принятия государственных наград республики — Почётного гражданина Республики Саха (Якутия), ордена «Полярная звезда», государственных премий республики.

## Награды и звания
- Народный писатель Якутии (Указ Президента Республики Саха (Якутия) от 05.06.2006 № 2725)[1]
- Заслуженный работник культуры Республики Саха (Якутия)
- Лауреат Государственной премии имени П. А. Ойунского — за сценарий, написанный к фильму «Журавли над Ильменем», посвящённому подвигу воинов-якутян в годы Великой Отечественной войны (Указ Президента Республики Саха (Якутия) от 16.11.2005 № 2389)[2]
- Лауреат премии Комсомола Якутии
- Почётный гражданин Томпонского улуса[3]